# 檜山久雄
檜山 久雄（ひやま ひさお、1930年2月13日 - ）は、日本の中国文学者、文芸評論家。
東京生まれ。旧制第一高等学校を経て、東京大学文学部中国文学科を卒業した。東大在学中より『新日本文学』の編集に携わり、同誌を中心に文芸評論を執筆、大岡昇平が大衆文学を批判した際に反論した。のち広島大学教授、青陵女子短期大学教授。

## 著書
- 『魯迅 革命を生きる思想』三省堂《三省堂新書》、1970年
- 『自由人とは何か-荘子』《現代人のための中国思想叢書》新人物往来社、1973年
- 『魯迅と漱石』第三文明社、1977年3月
- 『魯迅研究の今昔』中央大学人文科学研究所《人文研ブックレット》、1995年8月
- 『魯迅 その文学と闘い』第三文明社《レグルス文庫》、2008年12月

## 翻訳
- 史鉄生「わが遥かなる清平湾」・他『現代中国文学選集 3』徳間書店、1987年10月